# Počasniki
Počasniki, tihotapke ali tardigradi, poljudno znani tudi kot medvedki (znanstveno ime Tardigrada), so deblo mikroskopskih, dvobočno somernih, členjenih živali z osmimi nogami. Znanih je malo več kot 1000 vrst, ki živijo po vsem svetu v najrazličnejših okoljih, od vrhov Himalaje do globokomorskih jarkov.
So drobne živali, ki dosežejo največ 1,5 mm v dolžino, ime medvedki pa so dobili po premikanju, ki spominja na hojo medveda. Skupina je znana predvsem po tem, da se lahko povsem izsušijo in v stanju kriptobioze preživijo obdobja ekstremnih okoljskih razmer. Kot skupina so daleč najizrazitejši poliekstremofili med večceličnimi organizmi. Predstavniki različnih vrst so dokumentirano preživeli 10 dni vakuuma in nefiltriranega kozmičnega sevanja na zunanjosti vesoljske sonde, temperature od ene stopinje nad absolutno ničlo do 150 ºC, tlak preko 5000 atmosfer, hudo sušo ter potopitev v tekoči alkohol.

## Telesna zgradba
Počasniki imajo čokato, valjasto telo s štirimi pari kratkih nožic, ki se končajo s po štirimi do osmimi krempeljci ali prisesnimi ploščicami. Pokrito je s troslojno kutikulo, ki je lahko gladka ali strukturirana, zgrajena iz hitina, mukopolisaharidov, beljakovin in lipidov. Nekatere vrste imajo na zunaj zabrisano členjenost, ki pa jo jasno razkriva zgradba živčevja. V vsakem členu telesa je par ganglijev, ki oživčuje par okončin, v glavi pa možgani. Sodeč po njihovem številu imajo izvorno glavo in pet členov, pri čemer je prvi člen zraščen z glavo. Njegove okončine naj bi bile preobražene v zapleteno oblikovano bodalo (stilet), ki sodeluje pri prehranjevanju.
Na račun majhnosti so popolnoma reducirana dihala in obtočila. Notranje organe obliva brezbarvna medceličnina, ki se pretaka ob premikanju telesa. Stilet se skozi usta nadaljuje v omišičeno žrelo, ta pa se odpira v veliko srednje črevo, kjer poteka prebava. Prebavila se končajo z zadnjim črevesom in anusom, ki sta prekrita s kutikulo. Kot čutila služijo predvsem čutilne dlake, ki so skoncentrirane na glavi, kjer ima večina vrst tudi par enostavnih očesc.

## Ekologija in fiziologija
Večina vrst je rastlinojedih, redke med njimi pa se prehranjujejo z bakterijami, organskim drobirjem ali plenijo druge majhne talne živali. Rastlinojedi počasniki se prehranjujejo tako, da s stiletom prebodejo celično steno in z močnimi mišicami v žrelu posrkajo vsebino celice. 
So vodne živali, vendar živijo tako v morskih, kot tudi sladkovodnih in kopenskih habitatih, pri čemer prevladujejo kopenske vrste. Tudi kopenske vrste pa zahtevajo vodo za aktivnost in ker so različne vrste sposobne preživeti v okoljih z različno stopnjo vlažnosti, je razločevanje med kopenskimi in sladkovodnimi vrstami nejasno. Največkrat jih najedmo pri tleh v vodnem filmu na mahovih. Ker pa so takšni habitati zelo spremenljivi, imajo počasniki razvite različne mehanizme kriptobioze - stanja, v kateri so presnovni procesi upočasnjeni ali skoraj ustavljeni, kar jim omogoča preživetje, ko razmere niso ugodne za aktivnost.
Najenostavnejši pojav je tvorjenje trdnega ovoja - ciste, kar izkoriščajo sladkovodni predstavniki v obdobjih, ko se vodno telo, v katerem živijo, izsuši. Počasnik lahko z upočasnjeno presnovo preživi več kot eno leto od zalog hrane v cisti, vendar le-ta vsebuje vodo, zato v tem stanju niso sposobni preživeti temperaturnih ali drugih ekstremov razen izsušitve. Drugi pojav je anoksibioza, ki omogoča preživetje kratkotrajnega pomanjkanja kisika v vodi. Počasniki v stanju kriptobioze lahko preživijo zmrzal, v stanju osmobioze pa povečan osmotski tlak okolice. Najbolj nenavadno pa je stanje anhidrobioze, ki so ga sposobni kopenski predstavniki. Počasnik v stanju anhidrobioze preide v t. i. sodčasti stadij, v katerem se žival popolnoma izsuši, presnova pa se zmanjša na 0,01 % normalne. Celične membrane so v tem stanju zaščitene z disaharidom trehalozo in glicerolom. Odsotnost vode počasnikom omogoča preživeti razmere, v katerih bi velika večina drugih organizmov že davno poginila. V tem stanju lahko preživijo skoraj deset let naenkrat in se nato s še ne dobro poznanim procesom vrnejo v povsem normalno aktivno stanje.
Možnost preživetja obdobij ekstremnih razmer omogoča počasnikom kot skupini, da poseljuje vse celine in okolja od globokomorskih jarkov do vrhov Himalaje, čeprav so lahko posamezne vrste ožje specializirane in so za neko območje endemiti. 

## Življenjski krog
Znanih je nekaj vrst, predstavniki katerih so hermafroditi, vsi ostali počasniki pa imajo ločena spola. Samice so navadno številčnejše od samcev in se lahko razmnožujejo nespolno, obstaja pa tudi več rodov počasnikov, pri katerih samcev sploh še niso odkrili. Spolno razmnoževanje poteka med levitvijo. Samice mnogih (predvsem morskih in sladkovodnih vrst) izležejo jajčeca kar v odvrženo kutikulo, kjer jih samec oplodi, oploditev pri kopenskih vrstah pa je notranja in samice pritrdijo jajčeca posamič ali v skupini na trdno podlago. Hkrati lahko izležejo od enega do 30 jajčec. Ta imajo pri kopenskih vrstah trden ovoj, odporen na izsušitev.
Razvoj je hiter in se konča v dveh tednih ali manj. Po izvalitvi se njihova velikost ne povečuje na račun povečevanja števila celic, temveč predvsem večanja celic. V svojem življenju se levijo do 12-krat in po ocenah živijo v ugodnih razmerah 3 do 30 mesecev. Če pa je osebek izpostavljen ponavljajočim se dolgim obdobjem neugodnih razmer, v katerih preide v stanje kriptobioze, lahko podaljša svoje življenje tudi do 70 let.

## Evolucija in sistematika
Tradicionalno je veljalo, da so počasniki najbolj sorodni kolobarnikom, danes pa vse večjo veljavo pridobiva interpretacija, da sodijo v klad Ecdysozoa skupaj s členonožci, krempljičarji, glistami in nekaj manjšimi skupinami, kot sestrski takson krempljičarjev. Razlago evolucije in sorodnosti otežuje majhna telesna velikost teh živali. Ta pomeni, da je preučevanje morfologije težavno, hkrati pa so fosilni ostanki izjemno redki. Najstarejši znani fosil iz Sibirije datirajo v srednji kambrij, naslednji pa so nekaj sto milijonov let mlajši, ohranjeni v jantarju iz krede; kambrijski počasnik je imel samo tri pare nog in nekaj drugih značilnosti, po katerih sklepajo, da gre za izvorno obliko, mlajše fosile pa je praktično nemogoče ločiti od danes živečih vrst.
Okoli 1000 znanih vrst delimo na tri razrede:
- Heterotardigrada imajo odebeljeno kutikulo na hrbtu, razdeljeno v členjene plošče, močne čutilne dlake na glavi in noge, ki se končajo s kremplji ali prisesnimi ploščicami. So morski ali kopenski.
- Eutardigrada imajo tanko, nestrukturirano kutikulo, čutilne dlake na glavi niso opazne, noge pa se končajo s kremplji. So sladkovodni ali kopenski.
- Mesotardigrada vsebuje samo eno vrsto, Thermozodium esakii, ki ima po šest enako dolgih krempljev na vsaki nogi. Opisana je iz termalnega vrelca blizu Nagasakija na Japonskem, vendar je lokaliteto po tistem uničil potres, izgubljen pa je bil tudi tipski primerek. Opredelitev in veljavnost skupine zato nista splošno sprejeti.

Za Slovenijo je znanih približno 40 vrst.